# Hugo Langelaan
Hugo Langelaan is een ex- Nederlandse internationale rugby union- speler die uitkomt bij RC Eemland in de Ereklasse en Delta in de Rugby Europe Super Cup . Hij werkt ook als ingenieur voor FedEx .

## Carrière
Op 18-jarige leeftijd sloot Hugo zich aan bij de Rotterdamse Studenten Rugby Club. Hij speelde daar 4 jaar voordat hij overstapte naar Ereklasse team, RC 't Gooi waar hij de landstitel won in 2012/13 en 2017/18.
In 2019 stapte hij na 7 seizoenen bij RC 't Gooi over naar rivaliserende club RC Eemland .
In 2021 werd hij benoemd tot onderdeel van de Delta- ploeg voor de inaugurele Rugby Europe Super Cup. Hij heeft af en toe de aanvoerder van het team.

## Internationale carrière
Hugo maakte zijn internationale debuut tegen Litouwen op 10 november 2012 in de European Nations Cup Second Division 2012–2014. De Nederlanders wonnen de wedstrijd met 16–24. Hij was meerdere keren aanvoerder van het nationale team, waaronder de aanvoerder tijdens het Rugby Europe Championship 2023 .
Hij heeft de meeste interlands als Nederlandse rugby union-speler op zijn naam staan en won zijn 50e cap in 2023, toen hij zijn team naar een overwinning op Duitsland leidde.
Hugo beëindigde zijn internationale carrière aan het einde van het Rugby Europe Championship 2023, waarin hij zijn eerste en enige internationale try scoorde.

## Onderscheidingen
- 2012–2014 European Nations Cup Tweede Klasse ( Nederland )
- 2012/13 Ereklasse ( RC 't Gooi )
- 2017/18 Ereklasse ( RC 't Gooi )
- Rugby Europe Trophy 2019/20 ( Nederland )
- 2022 Nederlandse Rugbyspeler van het Jaar[10]